# Crocifisso di San Ranierino
Il Crocifisso di San Ranierino è una croce sagomata e dipinta a tempera e oro su tavola di Giunta Pisano, databile al 1240-1250 circa e conservata nel Museo nazionale di San Matteo a Pisa. È firmata "Iu[nta] Pisanus me fecit". Si tratta di uno dei tre crocifissi sicuramente riferibili al pittore, realizzato dopo quello di Assisi e prima quello di Bologna.

## Storia
L'opera fu rinvenuta nel 1793 nella cucina del monastero di Sant'Anna a Pisa dall'erudito Alessandro da Morrona, che già aveva scoperto la croce di Santa Maria degli Angeli dello stesso autore ad Assisi.
Nel corso del XIX secolo la croce fu spostata prima nella cappella Dal Pozzo nel Camposanto monumentale, poi nella nuova chiesa di San Ranierino, dove rimase fino a metà del Novecento, finendo per prenderne il nome.
Gli studiosi non sono concordi nel datarla, ma le ipotesi più recenti di Enzo Carli (1994) e Luciano Bellosi (1998) la riferiscono a una fase intermedia dell'attività di Giunta, ovvero al 1240-1250 circa, dopo il crocifisso di Assisi e prima di quello di Bologna.
Unanimemente considerata tra le opere più significative del pittore e dell'arte italiana di quel periodo in generale, nei busti alle estremità dei bracci, secondo Enzo Carli (1994) e Luciano Bellosi (1998) sarebbe da individuare però un intervento di aiuti di bottega.

## Descrizione

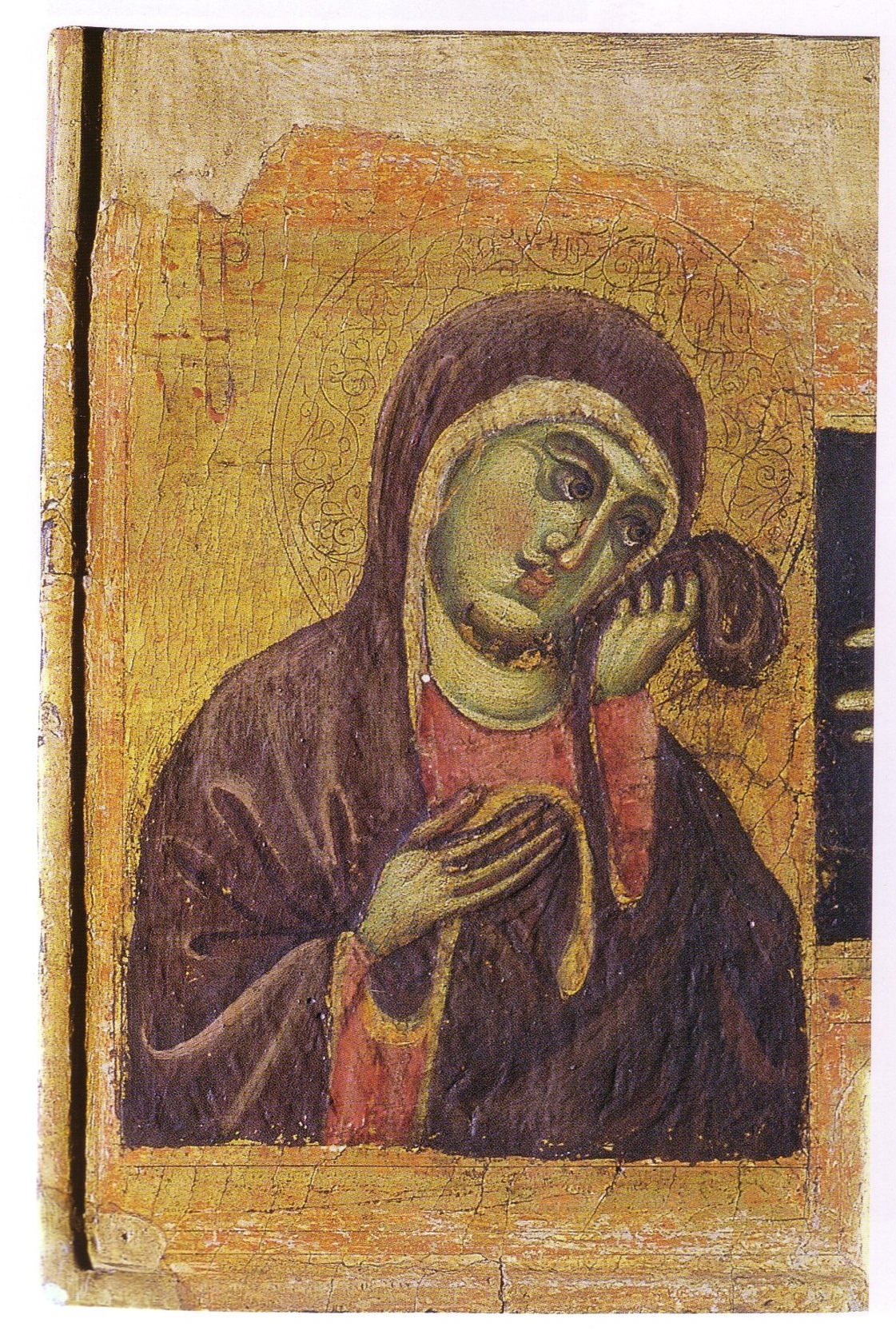
La Madonna dolente

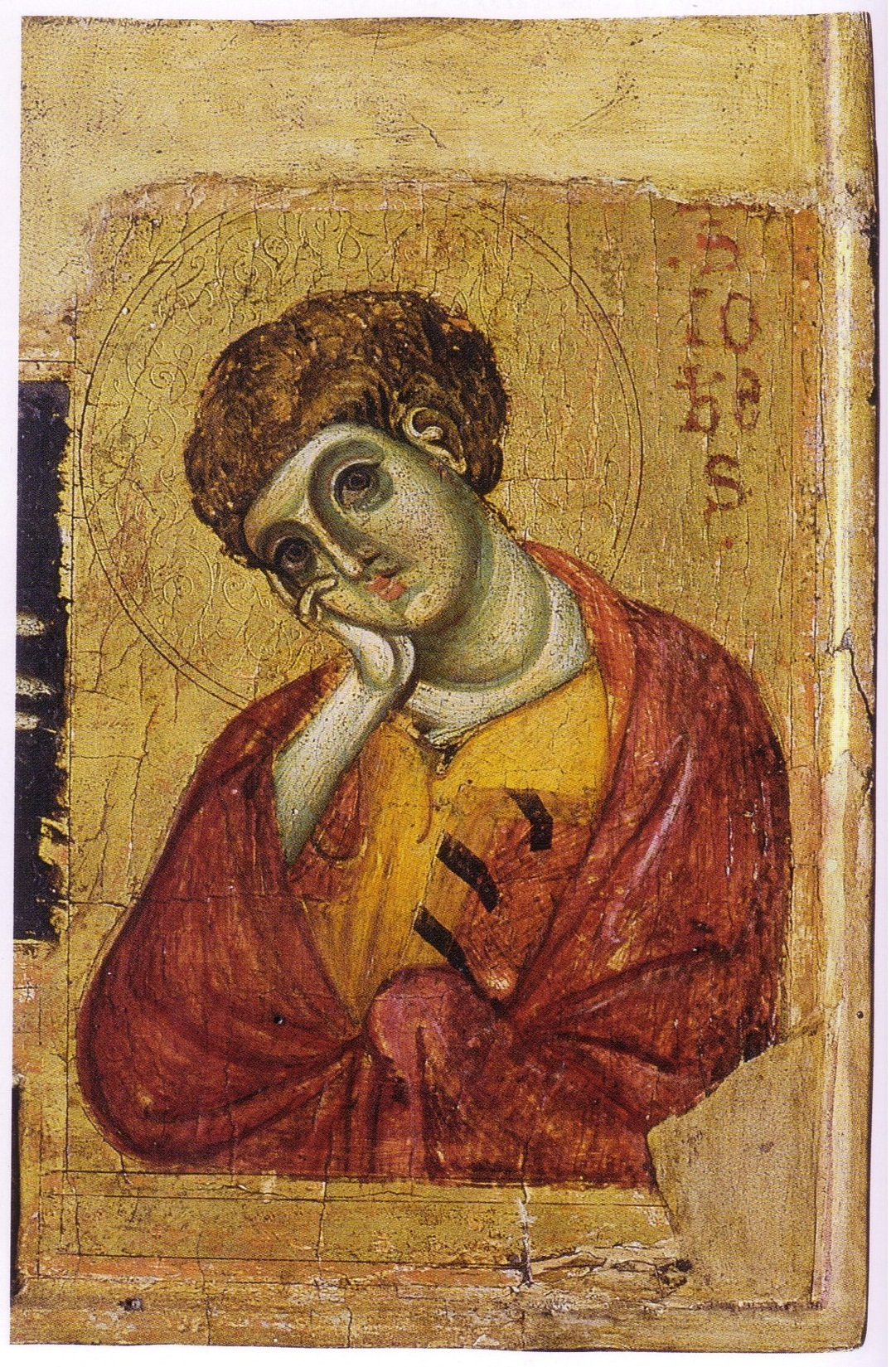
San Giovanni dolente

Si tratta di un Christus patiens, cioè di Cristo morente sulla croce, un'iconografia introdotta dagli artisti bizantini nel XII secolo ed esportata anche in Italia agli inizi del XIII secolo. Giunta Pisano fu forse il primo artista italiano ad adottarlo già a partire dagli anni trenta del XIII secolo, come testimoniato dal Crocifisso di Santa Maria degli Angeli ad Assisi. L'iconografia fu fortemente promossa dai Francescani per facilitare l'immedesimazione dei fedeli nei dolori "umani" di Cristo. La sua figura è infatti più realistica che nelle croci delle maestranze greche del Christus triumphans e presenta un'esaperazione dei toni più drammatici.
I piedi, come tipico dell'iconografia prima di Giotto, sono aperti e con un chiodo ciascuno.
La croce è dotata dei tabelloni laterali, con i dolenti a mezza figura, e in alto la cimasa con l'INRI e il Redentore in un tondo. Non sono presenti storie nei tabelloni, ma un parato decorativo, anche per lo scantonare, ormai evidente, del corpo di Cristo incurvato sotto il proprio peso verso sinistra. Lo stesso motivo decorativo a losanghe accentua la tensione del corpo inarcato. In basso si trova la firma dell'artista, frammentaria ("Iu[nta] Pisanus me fecit").
Il collorito metallico dell'incarnato, tendente al verdastro, è dovuto al cattivo stato di conservazione dei pigmenti.

## Stile
Per capire la portata delle innovazioni introdotte da Giunta Pisano in questa croce o nella precedente di Assisi, ci si può riferire al Crocifisso n. 20 conservato al Museo nazionale di San Matteo a Pisa. Anche questo reca l'iconografia del Christus patiens, ma fu realizzato da un'artista bizantino intorno al 1210.
Nelle croci di Giunta Pisano il corpo di Cristo deborda oltre il lato sinistro della croce. Di conseguenza, le storie della Passione che si trovano ai lati delle croci più antiche, scompaiono lasciando il posto a motivi geometrici su sfondo dorato. Anche le scene ai piedi della croce e sopra la testa scompaiono.
I chiaroscuri sono ben più evidenti sul corpo e si basano su passaggi tra zone chiare e bordi scuri talvolta modulati e talvolta bruschi, che accrescono il vigore dei muscoli e la volumetria dell'intero corpo. Inoltre sono presenti dettagli che sfuggono del tutto nella croce bizantina, come le costole, lo sterno o i bicipiti. Nel crocifisso bizantino Gesù sembra come addormentato, mentre in quelli di Giunta è un uomo morente. I chiaroscuri sono più dei “bianco e nero” nel primo caso e modulazioni graduali in Giunta. Si veda a titolo di esempio il passaggio brusco dalla barba scura allo zigomo chiaro nella croce bizantina contro il passaggio graduale nella croce di san Ranierino. Ciò contribuisce a creare occhi più affossati, mento e zigomi più sporgenti, in generale un volto più volumetrico.
Il perizoma di Giunta è qui bianco e caratterizzato da modulazioni chiaroscurali che lo rendono morbido.
All'estremità dei bracci della croce compaiono le figure della Vergine e di San Giovanni Evangelista dolenti e a mezzo busto (anche se ritenuti opera di bottega), al posto di quelle delle pie donne a figura intera.
Tuttavia Giunta in questa croce presenta un'evoluzione anche rispetto alla sua precedente opera di Assisi. Il corpo è ancora più inarcato e sprofonda maggiormente gravato dal suo stesso peso: la linea scura dei muscoli pettorali è qui più bassa rispetto a quella dei gomiti, mentre nel precedente crocifisso erano collineari. Le modulazioni charoscurali sono più virtuose con gradiente più esteso dalle linee scure a quelle chiare e creano un corpo ancora più volumetrico. Il corpo è più massiccio rispetto alla magra silhouette di Assisi e questo espediente permette di giocare maggiormente con i chiaroscuri e creare più efficaci effetti volumetrici. Anche il perizoma è mosso da onde più morbide, con effetti di maggiore fusione dei toni che danno una maggior morbidezza, che contrasta con le nette linee di demarcazione nere dell'opera precedente.
Lo stile di Giunta seguirà un'ulteriore evoluzione nella successiva croce di san Domenico a Bologna che farà da modello al primo crocifisso di Cimabue in San Domenico ad Arezzo.